# Automolis olbrechtsi
Automolis olbrechtsi là một loài bướm đêm thuộc phân họ Arctiinae, họ Erebidae.